# Commissione di vigilanza sui fondi pensione
La Commissione di Vigilanza sui Fondi Pensione, nota anche con l'acronimo COVIP, è un'autorità amministrativa indipendente della Repubblica Italiana, cui spetta il compito di regolare il mercato della previdenza complementare.

## Storia
La Covip venne istituita con Decreto legislativo 21 aprile 1993, n. 124, ed ha iniziato ad operare nella sua attuale configurazione - come persona giuridica di diritto pubblico - agli inizi del 1996. Con D. Lgs. 5 dicembre 2005, n. 252, art. 18, si disciplinano i compiti della Covip, contestualmente alla riforma della previdenza complementare in Italia.

## Compiti
È chiamata a garantire ed assicurare la trasparenza e la correttezza nella gestione e nell'amministrazione dei fondi pensione e in genere delle forme previdenziali. La legge attribuisce direttamente alla Covip alcune funzioni specifiche:
- autorizzare i fondi pensione ad esercitare la propria attività;
- approvare gli statuti e dei regolamenti delle forme previdenziali complementari;
- tenere l'albo dei fondi pensione autorizzati;
- vigilare sulla corretta gestione tecnica, finanziaria, patrimoniale e contabile dei fondi pensione e sull'adeguatezza del loro assetto organizzativo;
- assicurare il rispetto dei principi di trasparenza nei rapporti tra i fondi pensione ed i propri aderenti;
- formulare proposte di modifica legislativa in materia di previdenza complementare;
- predisporre annualmente una relazione sull'attività svolta, e sul mercato della previdenza complementare.

La Covip svolge anche un'attività ispettiva nei confronti degli enti previdenziali sottoposti alla sua vigilanza.

## Organizzazione
Originariamente la Covip era retta da un Presidente e da 4 Commissari. Nell'ambito delle misure di riduzione della spesa pubblica, introdotte dal cosiddetto Decreto "Salva Italia" (dicembre 2011) il numero dei componenti è stato ridotto e prevede ora un Presidente e due Commissari.
La Covip è articolata in Servizi e Uffici il cui coordinamento è affidato al Direttore Generale che risponde direttamente alla Commissione.
Il primo a ricoprire l’incarico di direttore generale, nel periodo dal 1996 al 2000, fu l’avv. Gennaro Cimmino, già direttore centrale del Crediop ed esperto in materia previdenziale. L’avvocato contribuì alla stesura del primo Statuto della COVIP quale autorità amministrativa indipendente.

## Struttura
La Commissione è un organo collegiale composto dal Presidente e da 2 Commissari che rimangono in carica quattro anni e possono essere confermati una sola volta.
I membri della Commissione sono scelti tra persone dotate di riconosciuta esperienza e specifica professionalità nelle materie di competenza della Commissione stessa. Vengono nominati con decreto del Presidente del Consiglio dei ministri, su proposta del Ministro del lavoro e delle politiche sociali, sentito il Ministro dell'economia e delle finanze.
Il Presidente rappresenta la Commissione, mantiene i rapporti con il Ministro del Lavoro; convoca le riunioni della Commissione, ne stabilisce l'ordine del giorno e ne dirige i lavori; sovrintende all'attività istruttoria e vigila sull'attuazione delle deliberazioni. Mentre i Commissari partecipano alla discussione e alle deliberazioni; propongono iniziative sull'attività e sul funzionamento della Commissione, verificandone collegialmente l'attività.

## Vertici dell’Autorità
- Francesca Balzani, Presidente
- Francesco Massicci, commissario
- Antonella Valeriani, commissario
- Lucia Anselmi, direttore generale

## Cronologia Presidenti
(in ordine cronologico)
- Giovanni Abbate
- Mario Bessone
- Lucio Francario (3 aprile 2000 - )
- Luigi Scimia
- Antonio Finocchiaro (ottobre 2010 - 27 febbraio 2013)
- Rino Tarelli (novembre 2014-dicembre 2015)

## Precedenti Commissari
- Alessandro Aronica
- Eligio Boni ( - dicembre 2011)
- Giancarlo Morcaldo
- Bruno Mangiatordi ( - maggio 2010)
- Fabio Ortolani
- Daniele Pace
- Angelo Pandolfo
- Alfredo Rizzi
- Federica Seganti (- gennaio 2008)